# Styrelsen for Universiteter og Internationalisering
Styrelsen for Universiteter og Internationalisering var en dansk styrelse under Ministeriet for Forskning, Innovation og Videregående Uddannelser det nuværende Uddannelses- og Forskningsministeriet .
Styrelsen blev 1. oktober 2013 fusioneret med Styrelsen for Videregående Uddannelser og Uddannelsesstøtte til Styrelsen for Videregående Uddannelser